# Camiguin
Camiguin – wyspa i prowincja na Filipinach w regionie Mindanao Północne, położona około 10 km na północ od prowincji Misamis Oriental na wyspie Mindanao.
Jest to wulkaniczna wyspa. Klimat podzwrotnikowy, wilgotny. Podstawą gospodarki jest rolnictwo i rybołówstwo. Uprawiane rośliny to przede wszystkim palmy kokosowe, głównie dla pozyskania kopry, oraz banan manilski, ryż, mango, słodliwka pospolita i inne drzewa owocowe.
Tworzy prowincję Camiguin będącą drugą od końca pod względem wielkości prowincją Filipin po Batanes. Powierzchnia: 237,95 km². Liczba ludności: 92 808 mieszkańców (2020). Gęstość zaludnienia wynosi 390 mieszk./km². Stolicą prowincji jest Mambajao.